# Корнєєв Юрій Іванович
Корнєєв Юрій Іванович (26 березня 1937 — 17 червня 2002) — радянський баскетболіст.
Срібний призер Олімпійських Ігор 1960, 1964 років.
Бронзовий призер Чемпіонату світу 1963 року.
Чемпіон Європи 1959, 1961 років.